# Yoko Shimomura
Yoko Shimomura (下村 陽子, Shimomura Yōko) (Hyogo, 19 oktober 1967) is een componiste van muziek voor computerspellen en Japanse animatiefilms. Zij maakte composities voor onder meer de Kingdom Hearts-spelserie.

## Biografie

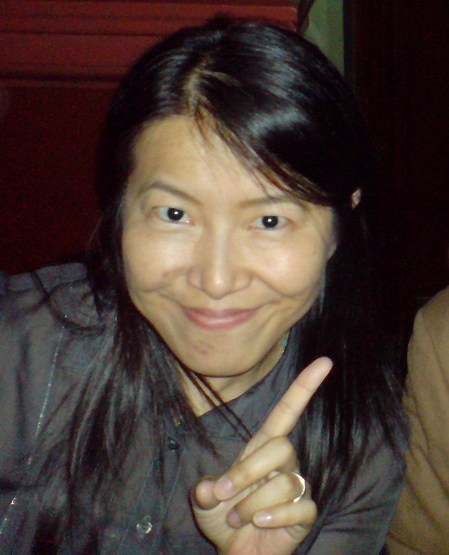
Shimomura in 2007

Shimomura leerde piano spelen op vierjarige leeftijd en begon als kind met componeren. Haar inspiratie haalde ze vooral uit klassieke muziek. Ze voltooide haar opleiding piano aan de Osaka College of Music in 1984 en werd pianolerares. Ondertussen begeerde zij een carrière in de computerspelindustrie, vooral omdat ze altijd al een fervente gamer was (en nog steeds is). Toen zij eenmaal begon te solliciteren naar een baan in de computerspelindustrie werd zij aangenomen door Capcom en liet zij haar carrière als pianolerares achter zich, tot ongenoegen van haar ouders.

## Capcom / Alph Lyla
Een van haar eerste projecten voor Capcom was het Disney-spel Adventures in the Magic Kingdom voor de NES. Verder schreef zij muziek voor de RPG-reeks Breath of Fire en het spel The King of Dragons, allebei spellen voor de Super NES. Samen met andere werknemers van Capcom begon ze een jazzband genaamd Alph Lyla. Samen de andere bandleden componeerde ze ook stukken voor het vechtspel Street Fighter II. Het recentere Street Fighter IV bevat onder meer gemoderniseerde versies van muziekstukken uit Street Fighter II.

## Square
In 1993 begon Shimomura te werken bij het bedrijf Square. Het eerste spel waar zij hier muziek voor mocht schrijven was het Super NES-spel Live a Live. Dit speelt zich af in verschillende omgevingen (western, Azië, sci-fi, manga, middeleeuwen/ridders, stenen tijdperk) en vroeg om gevarieerde muziek. In het 16-bit tijdperk componeerde zij ook muziek voor de spellen Super Mario RPG en Front Mission voor de Super NES. Voor het spel Super Mario RPG bewerkte zij composities van de Mario-spellen van Nintendocomponist Koji Kondo en van die van de Final Fantasy-reeks van haar (toenmalige) collega Nobuo Uematsu.
Haar composities veranderden toen zij muziek ging schrijven voor computerspellen voor de PlayStation. In het spel Parasite Eve liet Shimomura een duisterder geluid horen. Ook schreef zij muziek voor Legend of Mana. De stijl die zij hierin begon, zette zij voort in Kingdom Hearts.

## Kingdom Hearts
In eerste instantie zag zij het niet zitten om muziek te schrijven voor Kingdom Hearts (PlayStation 2), omdat zij zich totaal niks kon voorstellen bij de samensmelting van Disney- en Final Fantasy-werelden hierin. Toch begon zij aan deze opdracht en liet zij zich inspireren door het script en diverse illustraties van het spel, getekend door regisseur Tetsuya Nomura. Ook schreef zij de muziek voor het vervolg Kingdom Hearts II en Kingdom Hearts: Chain of Memories voor de Game Boy Advance.

## Lijst van soundtracks
Dit is een lijst van computerspellen waar Shimomura de muziek van heeft gecomponeerd:
- Samurai Sword (1988) (met Yoshihiro Sakaguchi)
- Final Fight (1989) (met Yoshihiro Sakaguchi)
- Adventures in the Magic Kingdom (1990)
- Mizushima Shinji no Daikoushien (1990)
- Code Name: Viper (1990) (met Yoshihiro Sakaguchi)
- Gargoyle's Quest (1990) (met Yuki Iwai)
- Adventure Quiz 2: Capcom World (1990) (met Yoshihiro Sakaguchi, Manami Matsumae, Junko Tamiya, H. Takaoka en G. Morita)
- Nemo (1990)
- Mahjong School: The Super O Version (1990) (met Masaki Izutani)
- Buster Bros. (1991) (met Tamayo Kawamoto)
- The King of Dragons (1991)
- Street Fighter II (1992) (met Isao Abe)
- Varth: Operation Thunderstorm (1992) (met Masaki Izutani and Toshio Kajino)
- Breath of Fire (1993) (met Yasuaki Fujita, Minae Fujii en Mari Yamaguchi)
- Live a Live (1994)
- Front Mission (1995) (met Noriko Matsueda)
- Super Mario RPG: Legend of the Seven Stars (1996)
- Tobal No. 1 (1996) (met Masashi Hamauzu, Junya Nakano, Yasuhiro Kawakami, Kenji Ito, Noriko Matsueda, Ryuji Sasai en Yasunori Mitsuda)
- Parasite Eve (1998)
- Legend of Mana (1999)
- Chocobo Stallion (1999)
- Hataraku Chocobo (2000)
- Kingdom Hearts (2002)
- Mario & Luigi: Superstar Saga (2003)
- Kingdom Hearts: Chain of Memories (2004)
- Mario & Luigi: Partners in Time (2005)
- Kingdom Hearts II (2005)
- Monster Kingdom: Jewel Summoner (2006) (met Shinji Hosoe, Hitoshi Sakimoto, Yasunori Mitsuda, Kenji Ito, Masaharu Iwata, Tsukasa Masuko, Yasuyuki Suzuki, Ayako Saso en Takahiro Ogata)
- Heroes of Mana (2007)
- Luminous Arc 2: Will (2008) (met Akari Kaida, Yoshino Aoki en Shunsuke Nakamura)
- Little King's Story (2008)
- Kingdom Hearts 358/2 Days (2009)
- Kingdom Hearts coded (2009)
- Mario & Luigi: Bowser's Inside Story (2009)
- Kingdom Hearts: Birth by Sleep (2010)
- Xenoblade (2010)
- Kingdom Hearts Re:coded (2010)
- Radiant Historia (2010)
- Last Ranker (2010)
- The 3rd Birthday (2011)
- Half-Minute Hero II (2011)
- Final Fantasy Versus XIII (gecanceld)
- Kingdom Hearts 3D: Dream Drop Distance (2012)
- Demons' Score (2012)
- Mario & Luigi: Dream Team Bros. (2013)
- Kingdom Hearts HD 1.5 ReMIX (2013) (overzien arrangementen gedaan door o.a. gaQdan)
- EXSTETRA (2013)
- Kingdom Hearts χ (2013)
- Kingdom Hearts HD 2.5 ReMIX (2014)
- Super smash bros WiiU (2015)
- Mario & Luigi: Paper Jam Bros. (2015)
- Final Fantasy XV (2016)
- Kingdom Hearts III (2019)

## Andere werken
- F1 Dream (1989)
- Sweet Home (1989)
- Live A Live: Perfect Strategy Guide Book Limited Edition (1994)
- Parasite Eve Remixes (1998)
- Potion: relaxin' with Final Fantasy (2001)
- Square Vocal Collection (2001)
- Street Fighter Tribute Album (2003)
- Dan Doh! (2004) (Anime)
- Dark Chronicle Premium Arrange (2004)
- Dear Friends: Music from Final Fantasy OST (2005)
- Best Student Council (2005) (Anime)
- Rogue Galaxy Premium Arrange (2006)
- Murmur (2007)
- Drammatica - The Very Best of Yoko Shimomura (2008)
- Luminous Symphony (2008)
- Luminous Arc 2 - Luminous Symphony (2008)
- Super Smash Bros. Brawl (2008)
- Mushihimesma Double Arrange Album (2009)
- Little King's Story (2009)
- Luminous Arc3 EYES OST (2010)
- Dariusburst Remix Wonder World (2010)
- Memória! / The Very Best of Yoko Shimomura (2014)